# Carex gentilis
Carex gentilis är en halvgräsart som beskrevs av Adrien René Franchet. Carex gentilis ingår i släktet starrar, och familjen halvgräs.

## Underarter
Arten delas in i följande underarter:
- C. g. gentilis
- C. g. intermedia
- C. g. macrocarpa
- C. g. nakaharae